# Lassaba brevipennis
Lassaba brevipennis là một loài bướm đêm trong họ Geometridae.

## Hình ảnh

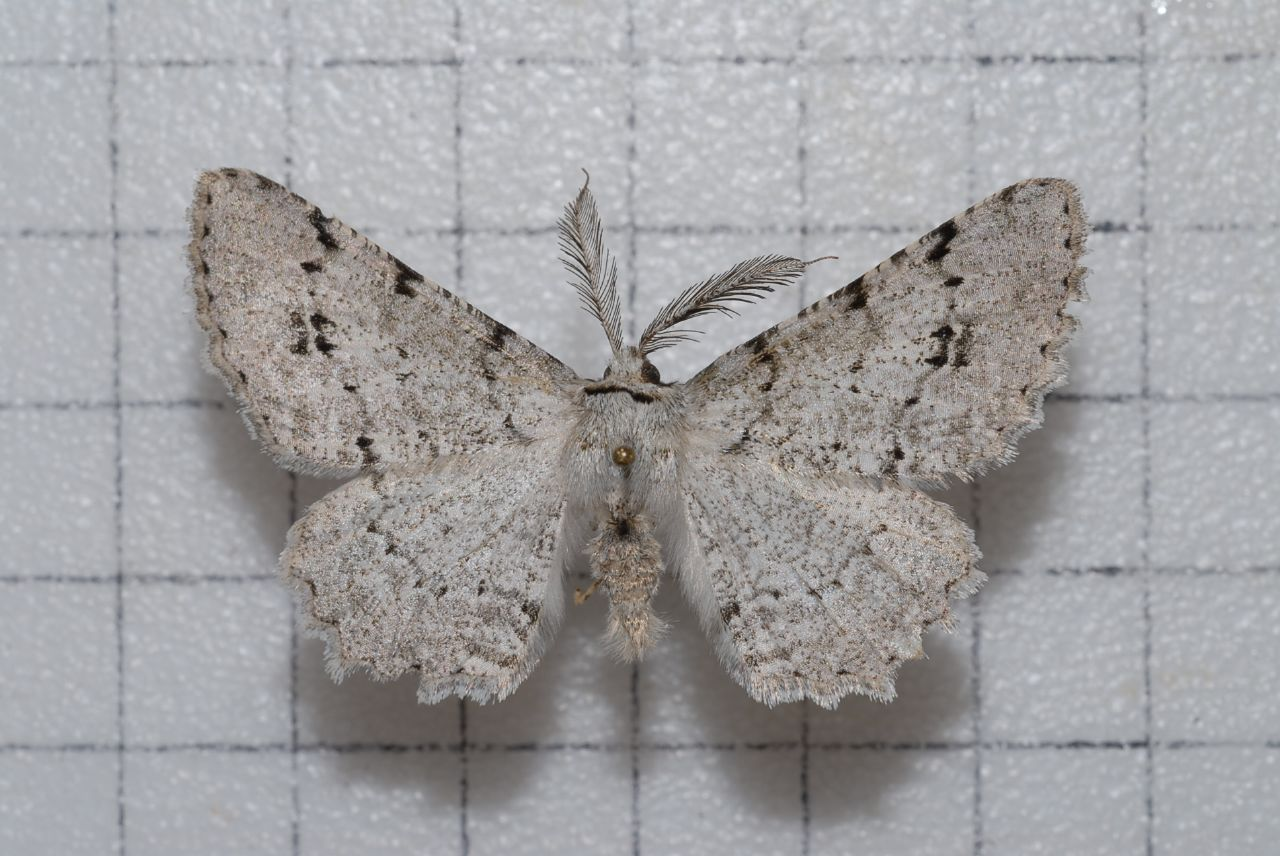
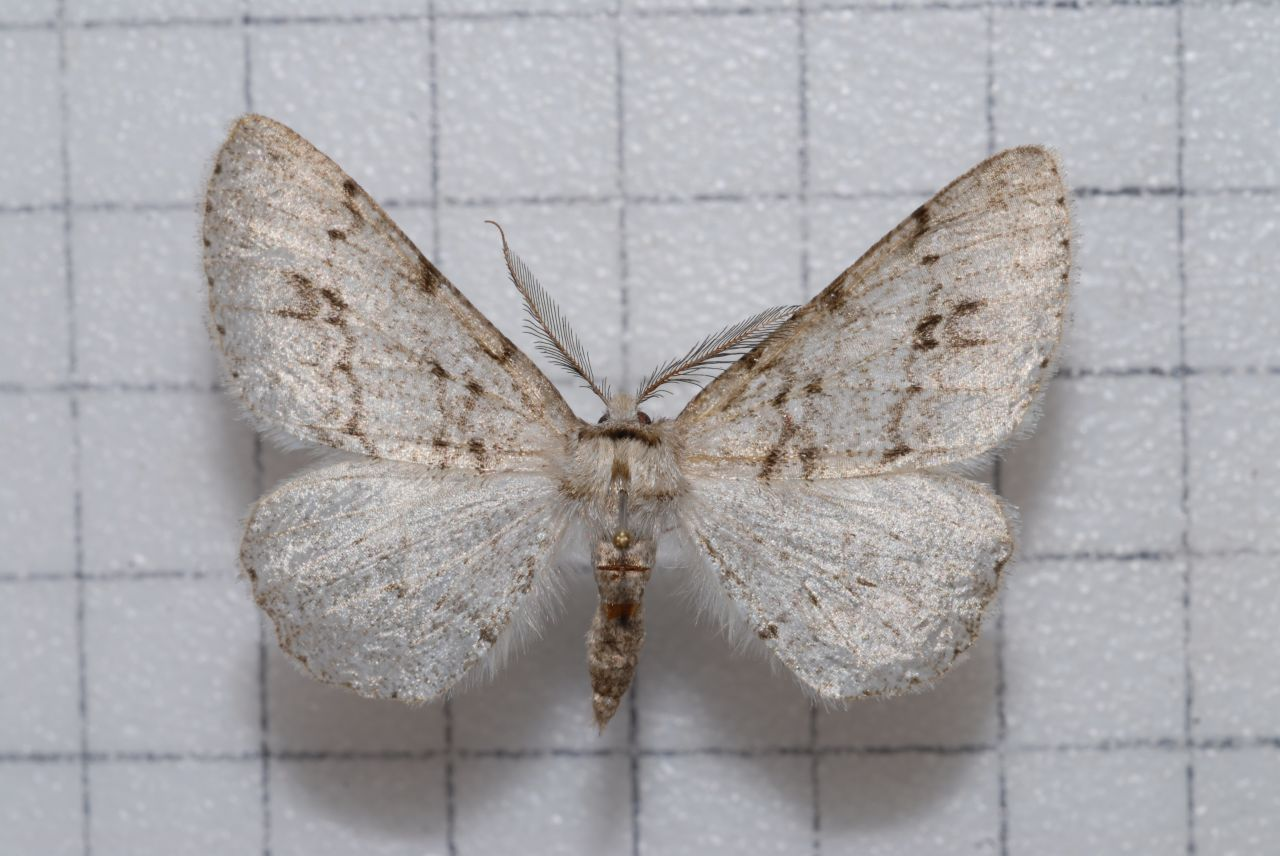
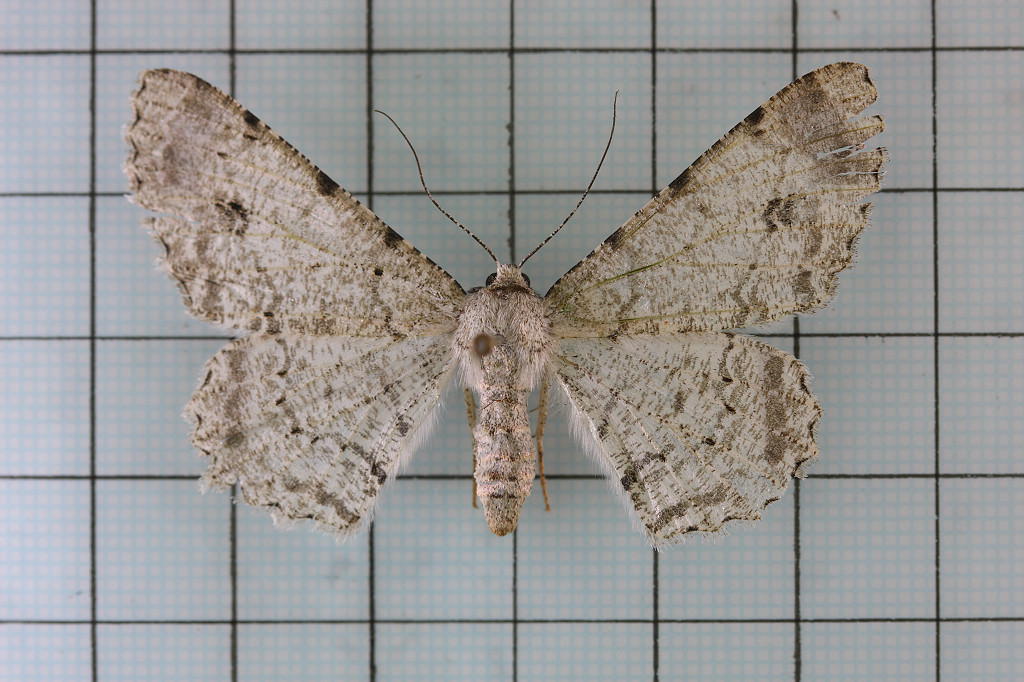